# Labéjan
Labéjan (Labejan en gascon) est une commune française située dans le sud du département du Gers en région Occitanie. Sur le plan historique et culturel, la commune est dans le pays d'Astarac, un territoire du sud gersois très vallonné, au sol argileux, qui longe le plateau de Lannemezan.
Exposée à un climat océanique altéré, elle est drainée par le Sousson et par divers autres petits cours d'eau. La commune possède un patrimoine naturel remarquable composé de deux zones naturelles d'intérêt écologique, faunistique et floristique.
Labéjan est une commune rurale qui compte 291 habitants en 2022, après avoir connu un pic de population de 648 habitants en 1851.  Elle fait partie de l'aire d'attraction d'Auch. Ses habitants sont appelés les Labejannais ou  Labejannaises.
Le patrimoine architectural de la commune comprend un immeuble protégé au titre des monuments historiques : l'église Saint-Abdon-et-Saint-Sennen, inscrite en 1962.

## Géographie

### Localisation
Labéjan est une commune de Gascogne située dans l'aire d'attraction d'Auch.

### Communes limitrophes
Les communes limitrophes sont  Durban, Idrac-Respaillès, Loubersan, Miramont-d'Astarac, Saint-Jean-le-Comtal et Seissan.
|                    | Saint-Jean-le-Comtal |         |
| Miramont-d'Astarac | Labéjan              | Durban  |
| Idrac-Respaillès   | Loubersan            | Seissan |

### Géologie et relief
Labéjan se situe en zone de sismicité 2 (sismicité faible).

### Hydrographie

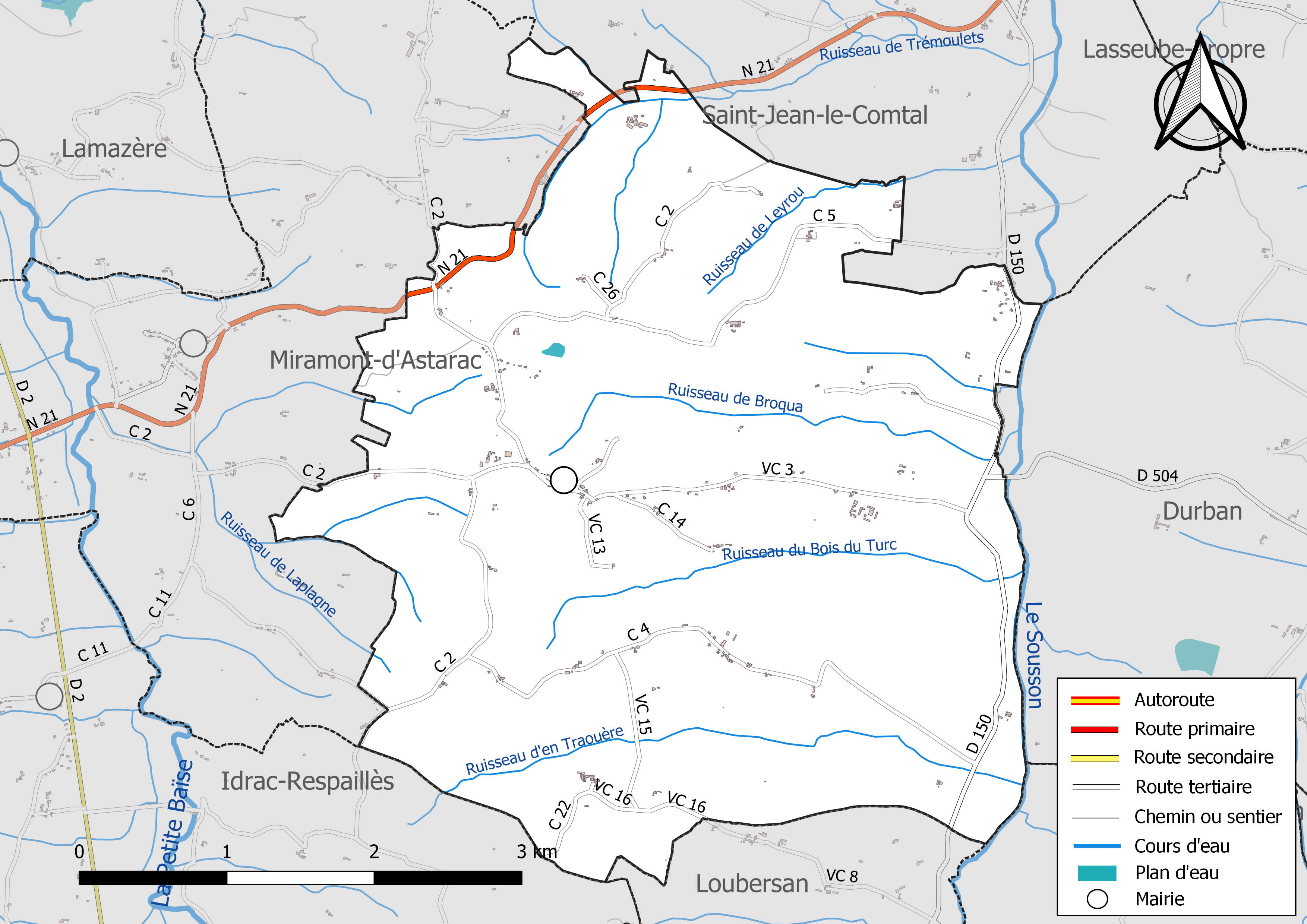
Réseaux hydrographique et routier de Labéjan.

La commune est dans le bassin de la Garonne, au sein du bassin hydrographique Adour-Garonne. Elle est drainée par le Sousson, le ruisseau de Broqua, le ruisseau de Laplagne, le ruisseau de Leyrou, le ruisseau d'en Traouère, le ruisseau de Trémoulets, le ruisseau du Bois du Turc et par divers petits cours d'eau, qui constituent un réseau hydrographique de 21 km de longueur totale,.
Le Sousson, d'une longueur totale de 33,8 km, prend sa source dans la commune d'Aujan-Mournède et s'écoule vers le nord. Il traverse la commune et se jette dans le Gers à Auch, après avoir traversé 15 communes.

### Climat
Pour des articles plus généraux, voir Climat de l'Occitanie et Climat du Gers.
En 2010, le climat de la commune est de type climat océanique altéré, selon une étude s'appuyant sur une série de données couvrant la période 1971-2000. En 2020, Météo-France publie une typologie des climats de la France métropolitaine dans laquelle la commune est toujours exposée à un climat océanique altéré et est dans la région climatique Aquitaine, Gascogne, caractérisée par une pluviométrie abondante au printemps, modérée en automne, un faible ensoleillement au printemps, un été chaud (19,5 °C), des vents faibles, des brouillards fréquents en automne et en hiver et des orages fréquents en été (15 à 20 jours).
Pour la période 1971-2000, la température annuelle moyenne est de 13,1 °C, avec une amplitude thermique annuelle de 14,9 °C. Le cumul annuel moyen de précipitations est de 828 mm, avec 10,1 jours de précipitations en janvier et 6,4 jours en juillet. Pour la période 1991-2020, la température moyenne annuelle observée sur la station météorologique la plus proche, située sur la commune de Mirande à 8 km à vol d'oiseau, est de 13,6 °C et le cumul annuel moyen de précipitations est de 818,5 mm,. Pour l'avenir, les paramètres climatiques de la commune estimés pour 2050 selon différents scénarios d’émission de gaz à effet de serre sont consultables sur un site dédié publié par Météo-France en novembre 2022.

### Milieux naturels et biodiversité
L’inventaire des zones naturelles d'intérêt écologique, faunistique et floristique (ZNIEFF) a pour objectif de réaliser une couverture des zones les plus intéressantes sur le plan écologique, essentiellement dans la perspective d’améliorer la connaissance du patrimoine naturel national et de fournir aux différents décideurs un outil d’aide à la prise en compte de l’environnement dans l’aménagement du territoire.
Une ZNIEFF de type 1 est recensée sur la commune :
les « coteaux du Sousson » (772 ha), couvrant 6 communes du département et une ZNIEFF de type 2, : 
les « coteaux du Sousson de Samaran à Pavie » (2 695 ha), couvrant 14 communes du département.

Carte des ZNIEFF de type 1 et 2 à Labéjan.
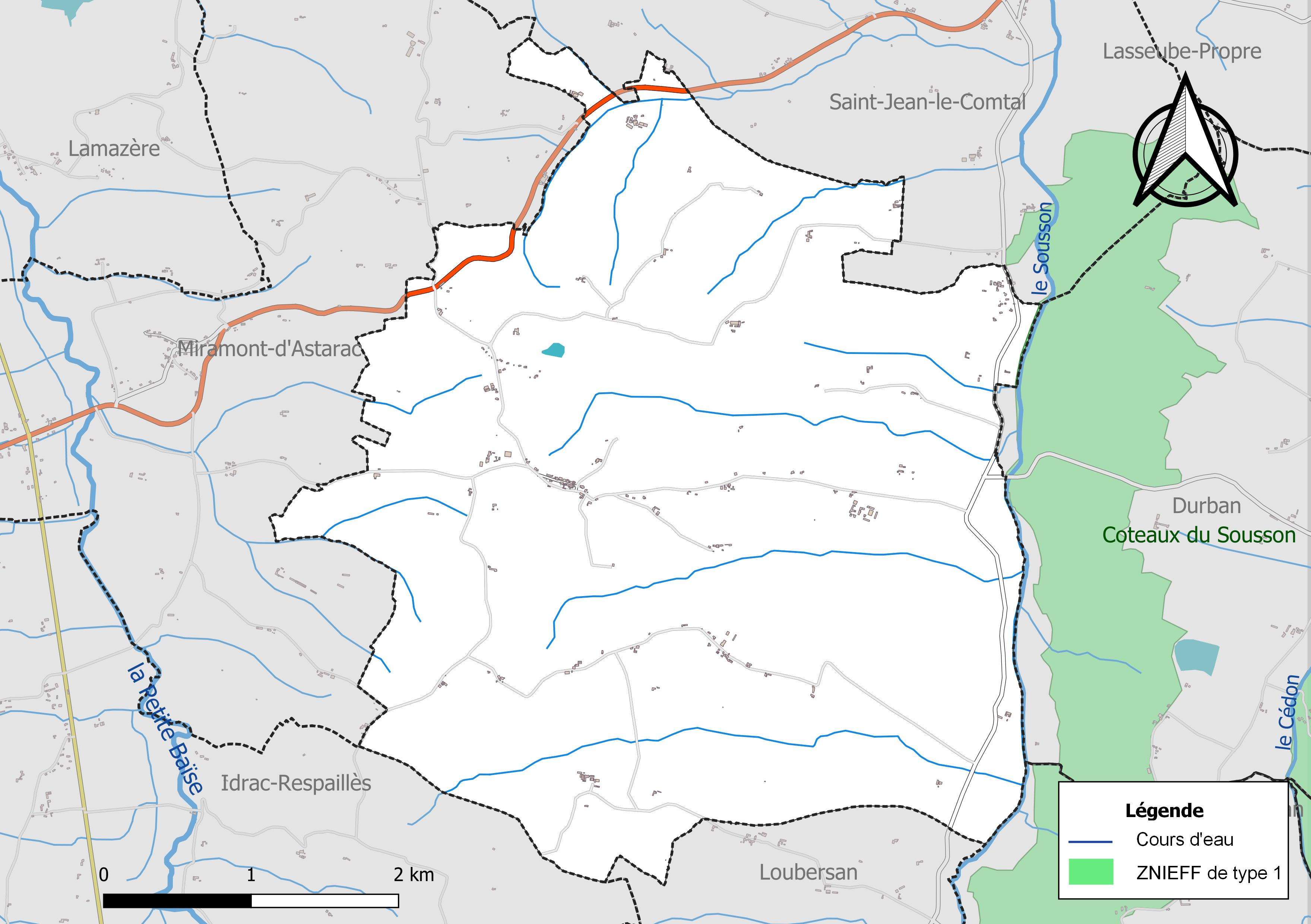
Carte de la ZNIEFF de type 1 sur la commune.
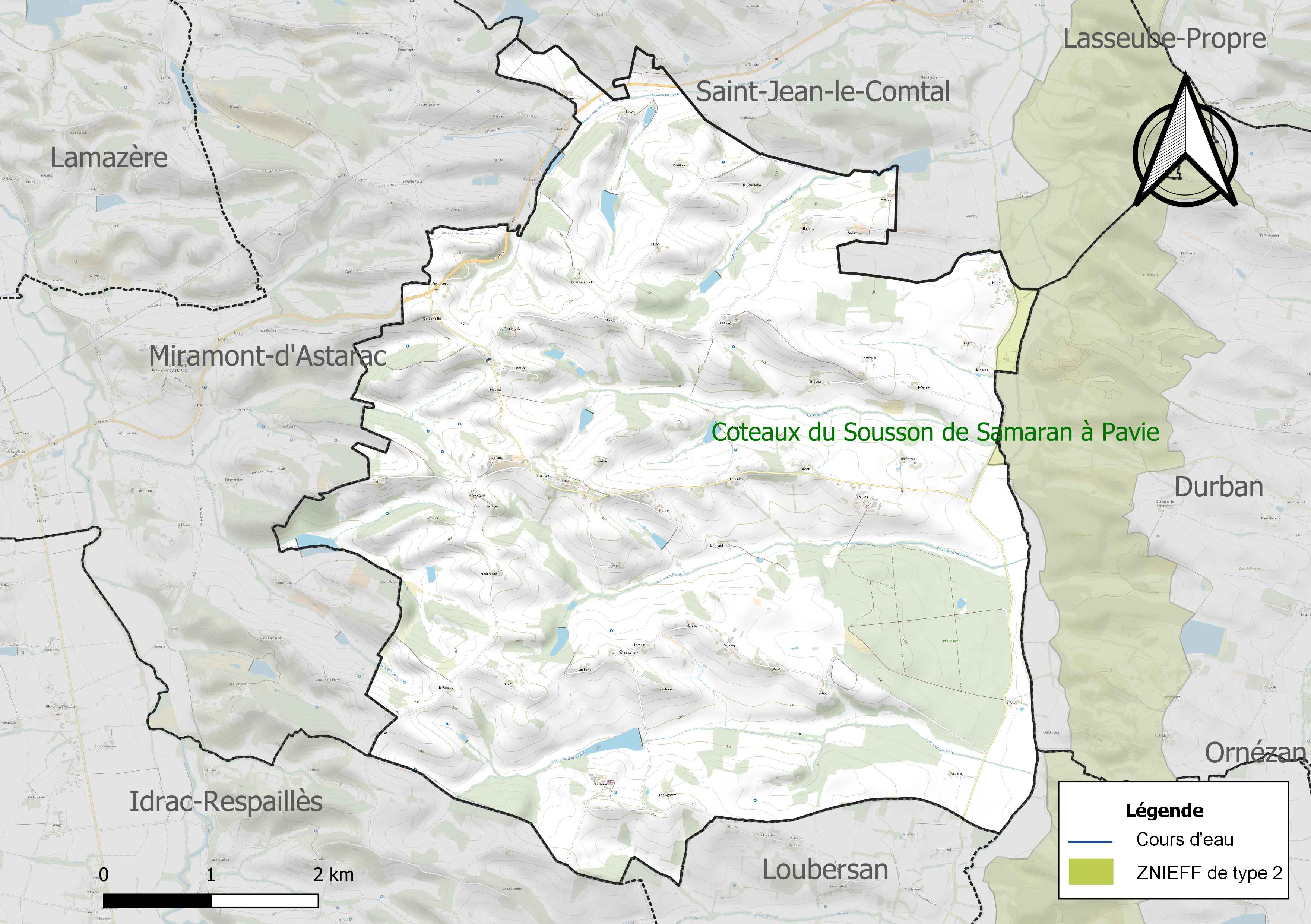
Carte de la ZNIEFF de type 2 sur la commune.

## Urbanisme

### Typologie
Au 1er janvier 2024, Labéjan est catégorisée commune rurale à habitat très dispersé, selon la nouvelle grille communale de densité à sept niveaux définie par l'Insee en 2022.
Elle est située hors unité urbaine. Par ailleurs la commune fait partie de l'aire d'attraction d'Auch, dont elle est une commune de la couronne,. Cette aire, qui regroupe 112 communes, est catégorisée dans les aires de 50 000 à moins de 200 000 habitants,.

### Occupation des sols
L'occupation des sols de la commune, telle qu'elle ressort de la base de données européenne d’occupation biophysique des sols Corine Land Cover (CLC), est marquée par l'importance des territoires agricoles (91,3 % en 2018), une proportion sensiblement équivalente à celle de 1990 (91,2 %). La répartition détaillée en 2018 est la suivante : 
zones agricoles hétérogènes (40,7 %), terres arables (28,2 %), prairies (22,4 %), forêts (8,7 %). L'évolution de l’occupation des sols de la commune et de ses infrastructures peut être observée sur les différentes représentations cartographiques du territoire : la carte de Cassini (XVIIIe siècle), la carte d'état-major (1820-1866) et les cartes ou photos aériennes de l'IGN pour la période actuelle (1950 à aujourd'hui).

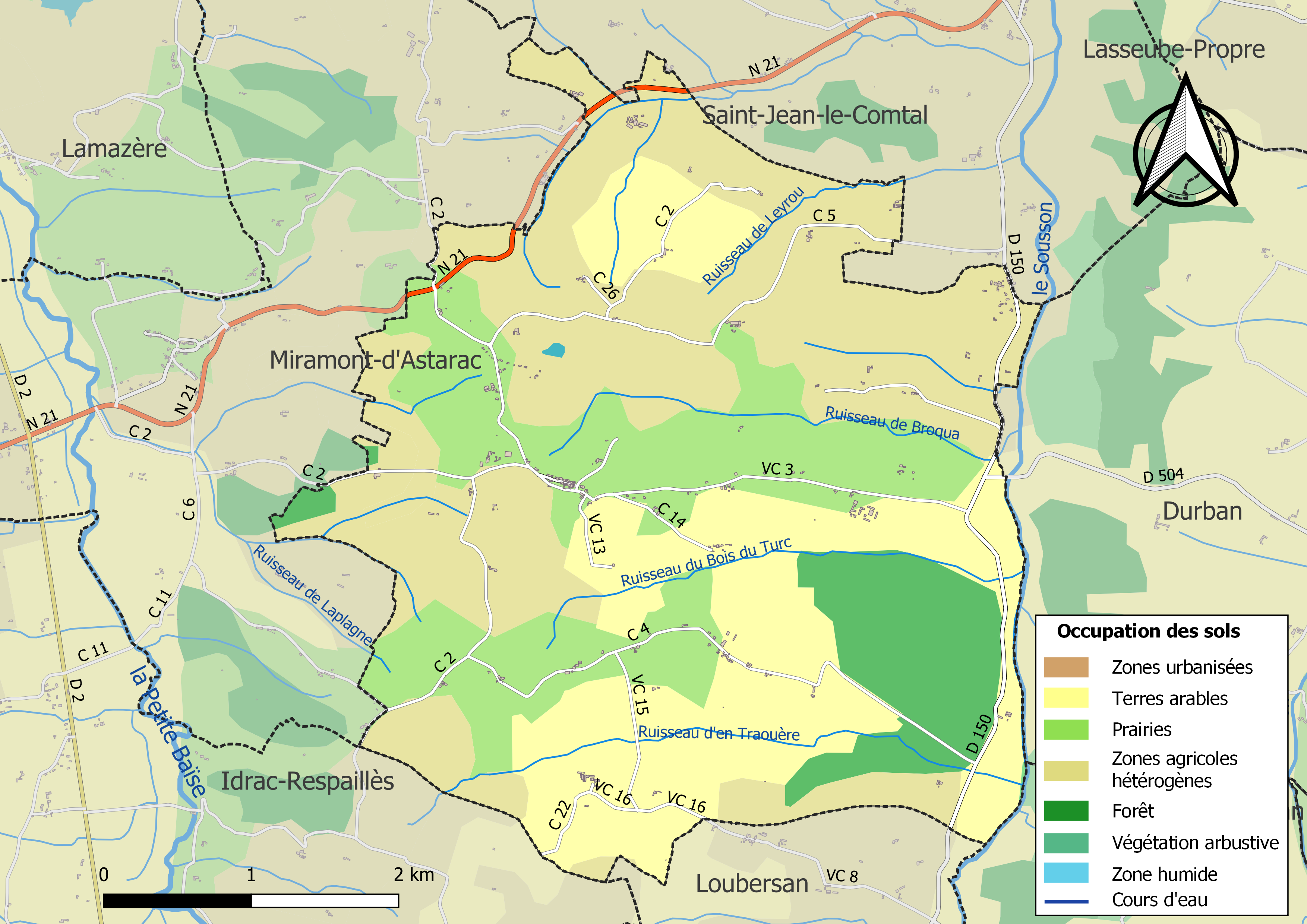
Carte des infrastructures et de l'occupation des sols de la commune en 2018 (CLC).

### Risques majeurs
Le territoire de la commune de Labéjan est vulnérable à différents aléas naturels : météorologiques (tempête, orage, neige, grand froid, canicule ou sécheresse) et séisme (sismicité faible). Un site publié par le BRGM permet d'évaluer simplement et rapidement les risques d'un bien localisé soit par son adresse soit par le numéro de sa parcelle.

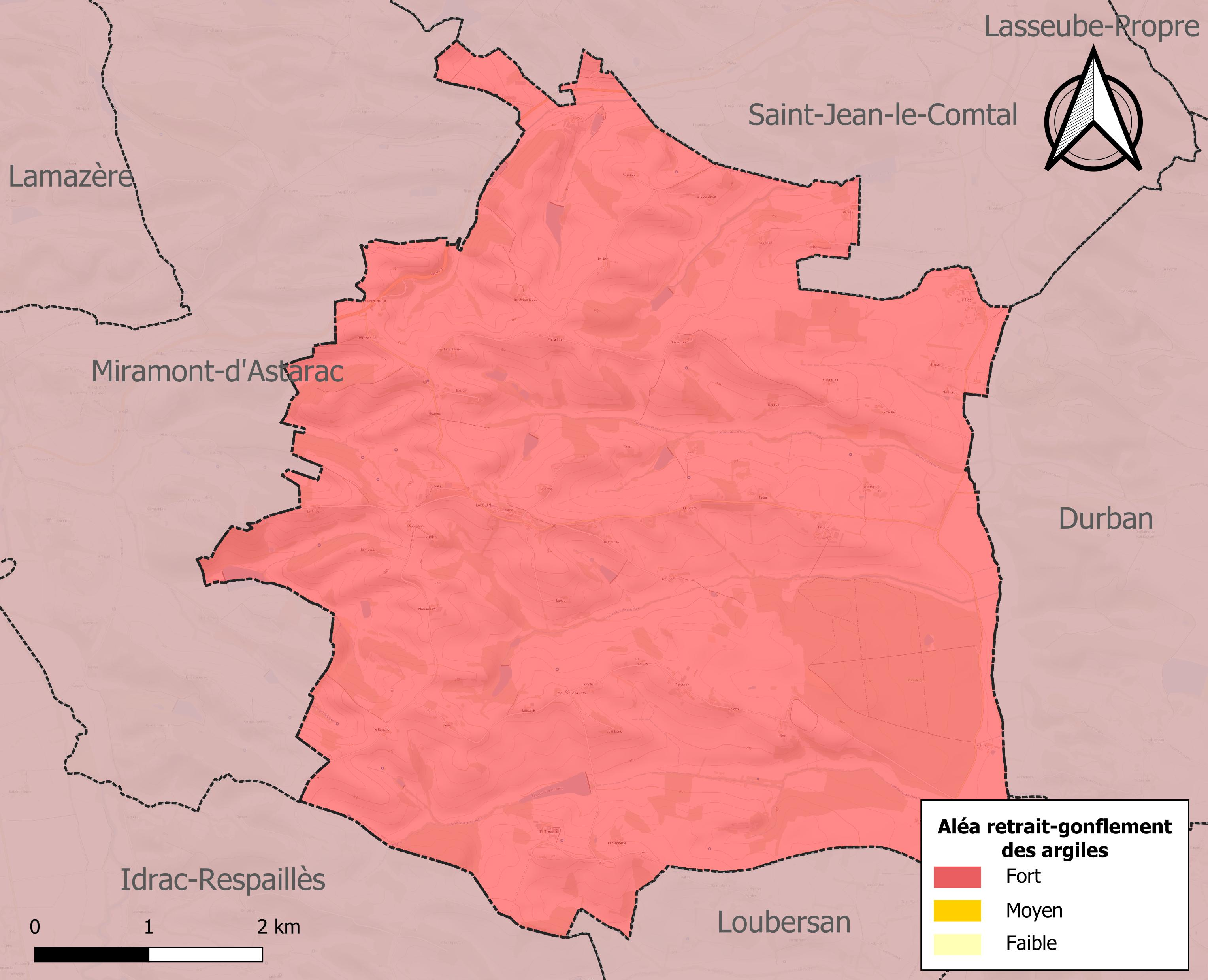
Carte des zones d'aléa retrait-gonflement des sols argileux de Labéjan.

Le retrait-gonflement des sols argileux est susceptible d'engendrer des dommages importants aux bâtiments en cas d’alternance de périodes de sécheresse et de pluie. La totalité de la commune est en aléa moyen ou fort (94,5 % au niveau départemental et 48,5 % au niveau national). Sur les 144 bâtiments dénombrés sur la commune en 2019, 144 sont en aléa moyen ou fort, soit 100 %, à comparer aux 93 % au niveau départemental et 54 % au niveau national. Une cartographie de l'exposition du territoire national au retrait gonflement des sols argileux est disponible sur le site du BRGM,.
Par ailleurs, afin de mieux appréhender le risque d’affaissement de terrain, l'inventaire national des cavités souterraines permet de localiser celles situées sur la commune.
La commune a été reconnue en état de catastrophe naturelle au titre des dommages causés par les inondations et coulées de boue survenues en 1999, 2009 et 2015. Concernant les mouvements de terrains, la commune a été reconnue en état de catastrophe naturelle au titre des dommages causés par la sécheresse en 1989, 1991, 1993, 2011 et 2016 et par des mouvements de terrain en 1999.

## Toponymie
Sens probable du toponyme : lieu exposé au vent du sud-ouest, de l'occitan labech.
Le nom de la commune en occitan gascon est Labejan.

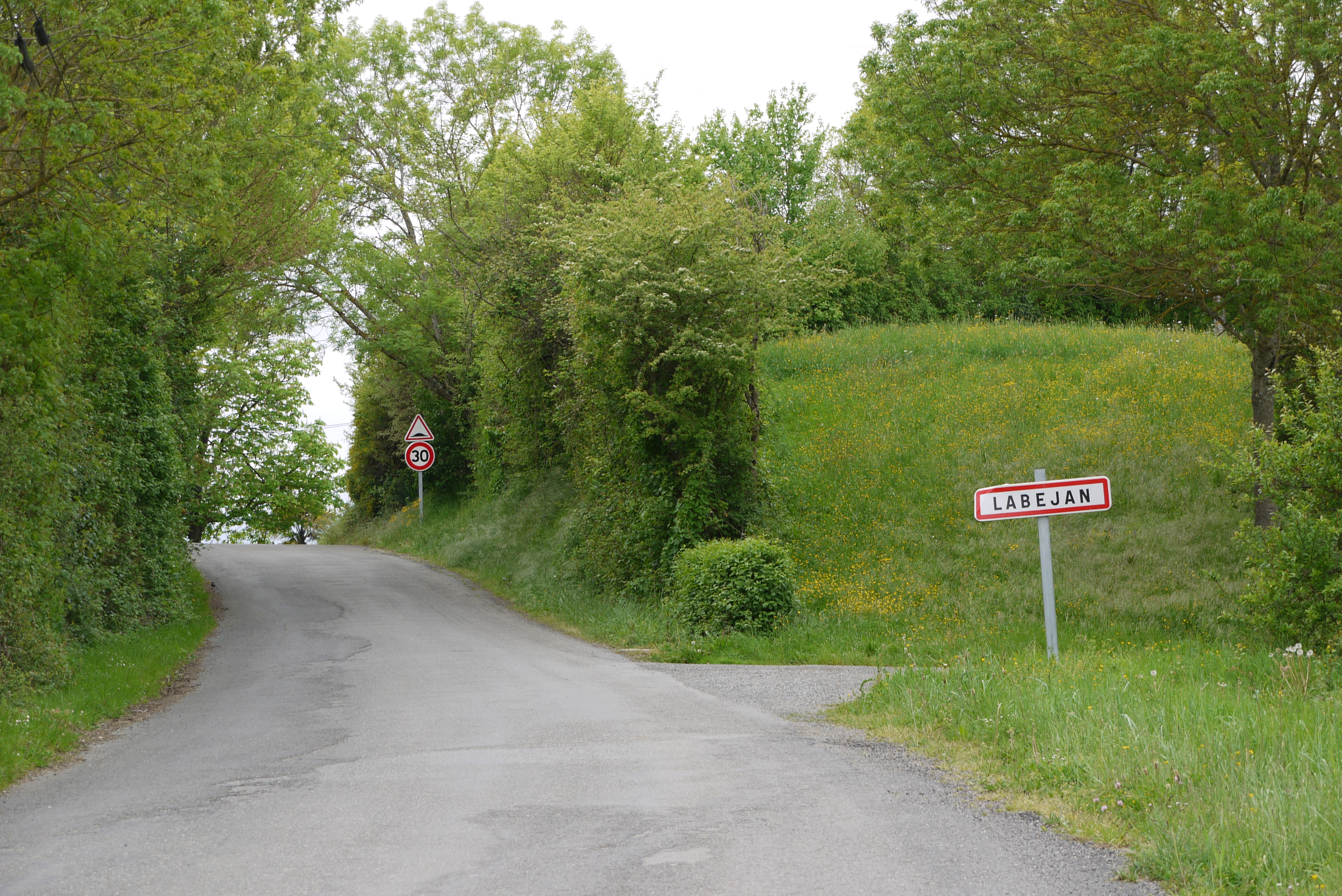
Entrée de Labéjan

## Histoire

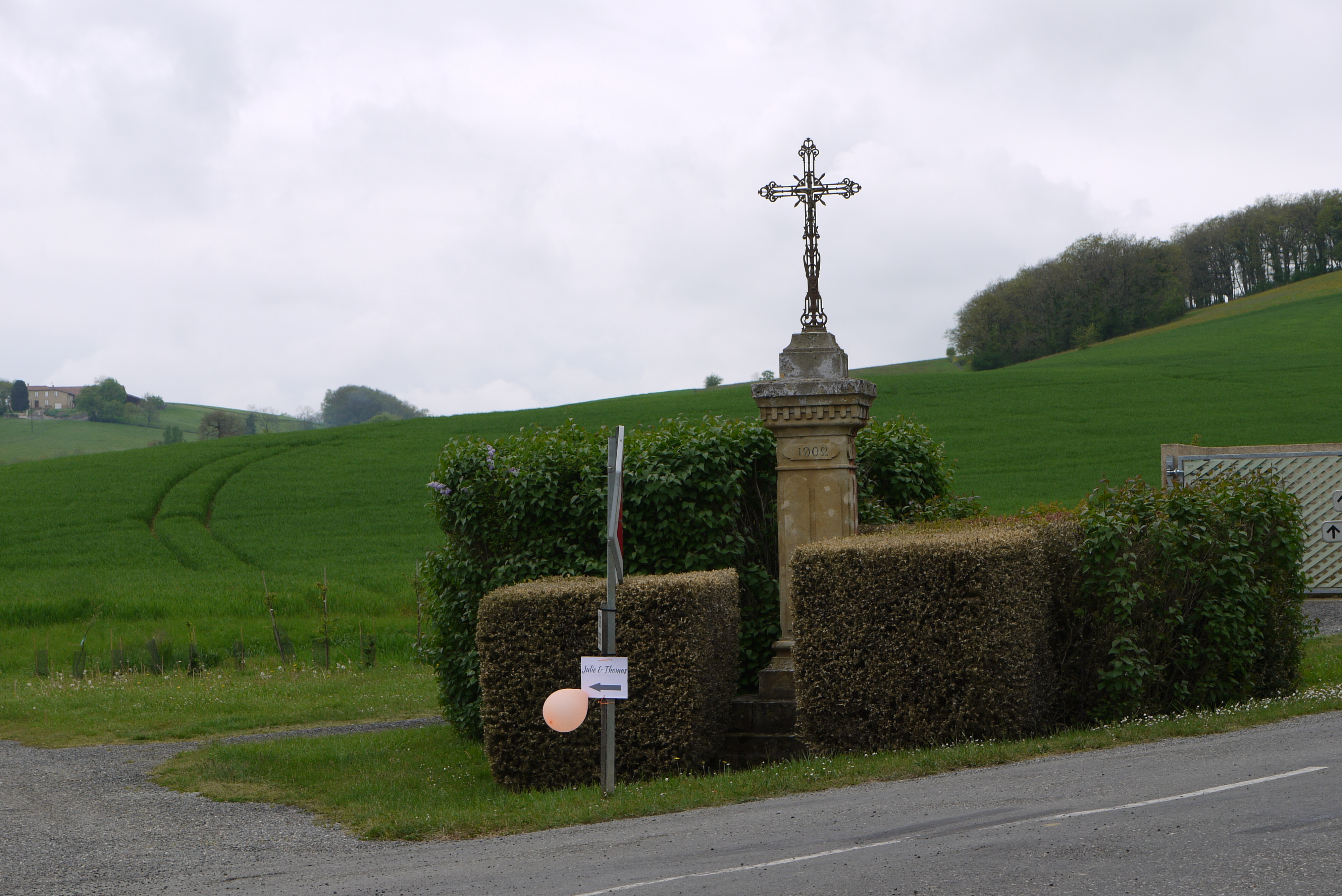
Une croix de 1902

## Politique et administration

### Liste des maires
| Période                                  | Période  | Identité        | Étiquette | Qualité       |
| ---------------------------------------- | -------- | --------------- | --------- | ------------- |
| mars 2001                                | 2014     | Patrick Yvernes |           |               |
| mars 2014                                | En cours | Sylvie Lahille  | DVG       | Fonctionnaire |
| Les données manquantes sont à compléter. |          |                 |           |               |

## Population et société

### Démographie
| 1793 | 1800 | 1806 | 1821 | 1831 | 1841 | 1846 | 1851 | 1856 |
| ---- | ---- | ---- | ---- | ---- | ---- | ---- | ---- | ---- |
| 500  | 492  | 606  | 612  | 632  | 617  | 645  | 648  | 632  |

| 1861 | 1866 | 1872 | 1876 | 1881 | 1886 | 1891 | 1896 | 1901 |
| ---- | ---- | ---- | ---- | ---- | ---- | ---- | ---- | ---- |
| 591  | 553  | 533  | 543  | 529  | 504  | 485  | 435  | 433  |

| 1906 | 1911 | 1921 | 1926 | 1931 | 1936 | 1946 | 1954 | 1962 |
| ---- | ---- | ---- | ---- | ---- | ---- | ---- | ---- | ---- |
| 442  | 416  | 359  | 329  | 325  | 326  | 279  | 302  | 290  |

| 1968 | 1975 | 1982 | 1990 | 1999 | 2006 | 2007 | 2012 | 2017 |
| ---- | ---- | ---- | ---- | ---- | ---- | ---- | ---- | ---- |
| 273  | 224  | 229  | 255  | 259  | 302  | 308  | 342  | 303  |

| 2022 | - | - | - | - | - | - | - | - |
| ---- | - | - | - | - | - | - | - | - |
| 291  | - | - | - | - | - | - | - | - |

## Économie

### Revenus
En 2018  (données Insee publiées en septembre 2021), la commune compte 117 ménages fiscaux, regroupant 294 personnes. La médiane du revenu disponible par unité de consommation est de 22 120 € (20 820 € dans le département).

### Emploi
|                | 2008  | 2013  | 2018  |
| -------------- | ----- | ----- | ----- |
| Commune        | 4,1 % | 6,6 % | 4,1 % |
| Département    | 6,1 % | 7,5 % | 8,2 % |
| France entière | 8,3 % | 10 %  | 10 %  |

En 2018, la population âgée de 15 à 64 ans s'élève à 184 personnes, parmi lesquelles on compte 79,8 % d'actifs (75,6 % ayant un emploi et 4,1 % de chômeurs) et 20,2 % d'inactifs,. Depuis 2008, le taux de chômage communal (au sens du recensement) des 15-64 ans est inférieur à celui de la France et du département.
La commune fait partie de la couronne de l'aire d'attraction d'Auch, du fait qu'au moins 15 % des actifs travaillent dans le pôle,. Elle compte 39 emplois en 2018, contre 39 en 2013 et 56 en 2008. Le nombre d'actifs ayant un emploi résidant dans la commune est de 139, soit un indicateur de concentration d'emploi de 27,8 % et un taux d'activité parmi les 15 ans ou plus de 60,9 %.
Sur ces 139 actifs de 15 ans ou plus ayant un emploi, 31 travaillent dans la commune, soit 22 % des habitants. Pour se rendre au travail, 87,9 % des habitants utilisent un véhicule personnel ou de fonction à quatre roues, 3 % s'y rendent en deux-roues, à vélo ou à pied et 9,1 % n'ont pas besoin de transport (travail au domicile).

### Activités hors agriculture
17 établissements sont implantés  à Labéjan au 31 décembre 2019.
Le secteur de l'industrie manufacturière, des industries extractives et autres est prépondérant sur la commune puisqu'il représente 29,4 % du nombre total d'établissements de la commune (5 sur les 17 entreprises implantées  à Labéjan), contre 12,3 % au niveau départemental.

### Agriculture
La commune est dans le « Haut-Armagnac », une petite région agricole occupant le centre du département du Gers. En 2020, l'orientation technico-économique de l'agriculture  sur la commune est la polyculture et/ou le polyélevage.
|               | 1988  | 2000  | 2010  | 2020  |
| ------------- | ----- | ----- | ----- | ----- |
| Exploitations | 29    | 22    | 20    | 15    |
| SAU (ha)      | 1 387 | 1 382 | 1 331 | 1 437 |

Le nombre d'exploitations agricoles en activité et ayant leur siège dans la commune est passé de 29 lors du recensement agricole de 1988  à 22 en 2000 puis à 20 en 2010 et enfin à 15 en 2020, soit une baisse de 48 % en 32 ans. Le même mouvement est observé à l'échelle du département qui a perdu pendant cette période 51 % de ses exploitations,. La surface agricole utilisée sur la commune a quant à elle augmenté, passant de 1 387 ha en 1988 à 1 437 ha en 2020. Parallèlement la surface agricole utilisée moyenne par exploitation a augmenté, passant de 48 à 96 ha.

## Culture locale et patrimoine

### Lieux et monuments

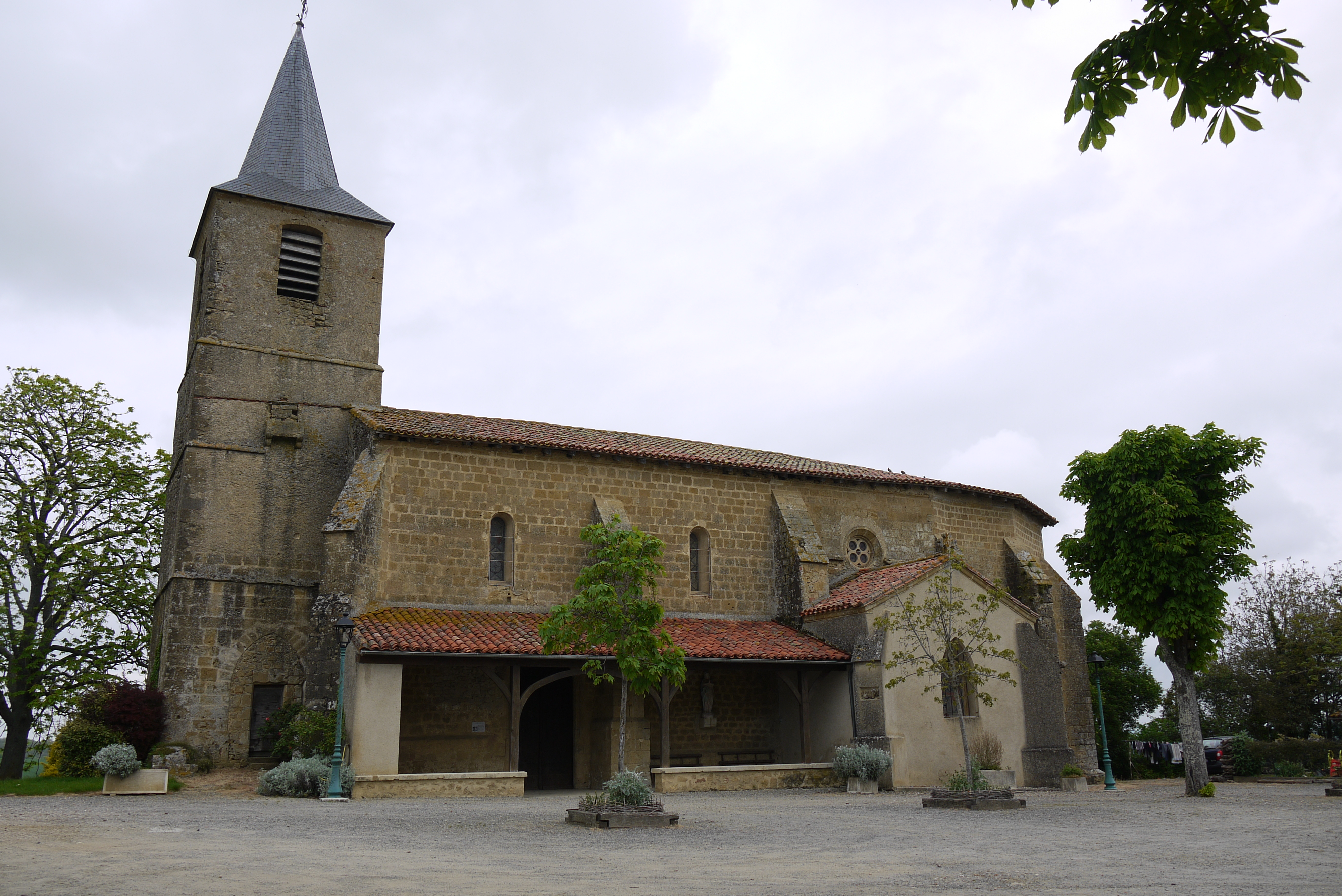
L'église paroissiale.

- L'église paroissiale Saint-Abdon-et-Saint-Sennen, construite au XVIe siècle ( Inscrit MH (1962));
- La chapelle Notre-Dame-de-Pitié ou Notre-Dame-des-Sept-Douleurs, église primitive du village citée dès le XIIIe siècle, située près du cimetière ;
- Le château de Bonnes, situé au nord de la commune et construit au XVIe siècle. Propriété privée, ne se visite pas ;
- Site castral de Labéjan. La chapelle Notre-Dame-de-Pitié occupe une plate-forme de dimension restreinte :  le clocher pourrait constituer les vestiges d’une tour de la fin du XIIIe  ou du XIVe siècle intégrée à l’édifice religieux au cours du XVIe siècle[30] ;
- L'ancien lavoir à l'ouest du village ;
- La fontaine dite Hountéto, réputée selon la tradition guérir rhumatismes et maladies oculaires.

### Personnalités liées à la commune
- Philippe Urraca (1956-) : chef pâtissier né à Labéjan.

### Héraldique
| Blason de Labéjan | Blason  | Écartelé: au 1) d'or à une gerbe de blé de sinople liée de gueules, au 2) de gueules à unea vache «gasconne» paissante au naturel, au 3) de gueules à la croix cléchée, vidée et pommetée de douze pièces d'or, au 4) d’or à un chêne de sinople fûté de tenné. |
| Blason de Labéjan | Détails | Création J-F Binon. Adopté le 16 octobre 2024. |